# Libanesische Rugby-League-Nationalmannschaft
Die libanesische Rugby-League-Nationalmannschaft, auch bekannt unter ihrem Spitznamen Cedars, vertritt den Libanon auf internationaler Ebene in der Sportart Rugby League. 2000 nahm das Team an der Rugby-League-Weltmeisterschaft teil.

## Geschichte
Rugby League hat im Libanon keine Tradition und alle Spieler, die 1998 das erste Länderspiel (52:28 gegen Japan) bestritten, waren Australier mit libanesischen Wurzeln. Im Jahr 2000 nahm das Team an der Weltmeisterschaft teil, konnte aber bis auf ein Unentschieden gegen die Cookinseln keine Erfolge verbuchen. Bei den Weltmeisterschaften 2008 und 2013 scheiterte der Libanon in der Qualifikation. Dennoch gelten die Cedars nach wie vor als die stärkste Nationalmannschaft in Asien. Durch ein 90:28 nach Hin- und Rückspiel gegen Südafrika erreichte man im Oktober 2015 die Qualifikation für die Rugby-League-Weltmeisterschaft 2017, bei der man bis in das Viertelfinale vorrückte.